# Ross Edgar
Ross Edgar (Newmarket, 3 gennaio 1983) è un ex pistard britannico.

## Palmarès

### Olimpiadi
- 1 medaglia:
  - 1 argento (Pechino 2008 nel keirin)

### Mondiali
- 4 medaglie:
  - 2 argenti (Palma di Maiorca 2007 nella velocità a squadre; Manchester 2008 nella velocità a squadre)
  - 2 bronzi (Palma di Maiorca 2007 nel keirin; Ballerup 2010 nella velocità a squadre)

### Giochi del Commonwealth
- 4 medaglie:
  - 1 oro (Melbourne 2006 nella velocità a squadre)
  - 1 argento (Melbourne 2006 nella velocità individuale)
  - 2 bronzi (Melbourne 2006 nel keirin; Manchester 2002 nella velocità a squadre)